# Evetofte
Evetofte es una localidad situada en el municipio de Halsnæs, en la región Capital (Dinamarca), con una población en 2012 de unos 363 habitantes.
Se encuentra ubicada en el extremo norte de la isla de Selandia, limitando al norte con el Kattegat (mar Báltico) y al oeste con el fiordo de Roskilde.